# Phaonia apicaloides
Phaonia apicaloides este o specie de muște din genul Phaonia, familia Muscidae, descrisă de Ma și Xiaolong Cui în anul 1992.
Este endemică în Heilongjiang. Conform Catalogue of Life specia Phaonia apicaloides nu are subspecii cunoscute.